# Juan Carlos Varela
Juan Carlos Varela Rodríguez, né le 12 décembre 1963, est un homme d'État panamaméen, président de la république du Panama du 1er juillet 2014 au 1er juillet 2019.

## Parcours politique

### Débuts et ascension
Vice-président de la République de 2009 à 2014 sous le mandat de Ricardo Martinelli, il est élu président de la République lors de l'élection présidentielle du 4 mai 2014. Il est soupçonné d’être impliqué dans le scandale de corruption Odebrecht (entreprise brésilienne qui versait des pots-de-vin à des responsables politiques).

### Président de la République
Durant sa présidence, sa popularité est atteinte par la baisse de l'activité économique, l'augmentation du coût de la vie, des scandales de corruption et la crise des secteurs de la santé et de la justice.
Proche des États-Unis sur les questions de politique étrangère, il annule en octobre 2018, à la suite d'une visite du secrétaire d'État américain Mike Pompeo consacrée à « l'activité économique prédatrice de la Chine », cinq projets d’infrastructures avec des entreprises chinoises.

## Affaires judiciaires
Juan Carlos Varela est inculpé en juillet 2020 pour blanchiment de capitaux dans le cadre de l’affaire Odebrecht. Il est accusé d'avoir reçu de l'argent de l'entreprise brésilienne via des sociétés écrans et des comptes à l'étranger.
En octobre 2021, son nom est cité dans les Pandora Papers. 